# Henryk Cybulski
Henryk Cybulski (ur. 1 października 1910 w kolonii Dermanka nieopodal Przebraża na Wołyniu; zm. 12 marca 1971 w Lublinie) – leśnik, komendant samoobrony Przebraża w 1943–1944, porucznik Armii Krajowej, pseudonim Harry, Wołyniak, Henryk Wołyński.

## Życiorys
Pochodził z rodziny chłopskiej z Przebraża, miał dziewięcioro rodzeństwa. W młodości był obiecującym sportowcem (strzelectwo, biegi długodystansowe, biegi przełajowe). Należał do Klubu Sportowego Przysposobienia Wojskowego Leśników w Łucku. Kariera sportowa pomogła mu w awansie na leśnika. Od 1937 roku pracował jako leśniczy w nadleśnictwie w Kiwercach na Wołyniu. Był podoficerem rezerwy.
W czasie wojny obronnej 1939 roku nie został zmobilizowany, podobnie jak wielu młodych mężczyzn (prawdopodobną przyczyną był brak 750 tys. karabinów, niezbędnych w przypadku pełnej mobilizacji). 10 lutego 1940 roku w ramach pierwszej deportacji ludności polskiej zesłany przez Sowietów na daleką północ ZSRR. W lipcu 1940 roku zbiegł z zesłania i we wrześniu powrócił do Przebraża, po czym ukrywając się do 1942 roku pracował w różnych miejscowościach na Wołyniu jako pracownik fizyczny, a po zajęciu tych terenów przez Niemców oficjalnie jako leśniczy, m.in. w miejscowości Julana, w nadleśnictwie Głębokie z siedzibą w Maniewiczach. Ostatecznie jako leśniczy zatrzymał się w Karasinie, w pobliżu Maniewicz. Ukrywał tam Żydówkę, Dwojrę Blak, córkę właściciela kamienicy z Łucka, w której mieszkał jego brat Józef. Jego rodzina załatwiła jej fałszywe dokumenty i wysłała do Karasina, dlatego Henryk Cybulski podawał, że jest jego kuzynką Ireną. Skutecznie wstawił się również za swoim podwładnym, aresztowanym ukraińskim gajowym Mielnikiem, oskarżonym o współpracę z partyzantami.
W sierpniu 1942 roku namówiony przez brata Józefa wstąpił do Armii Krajowej. Nawiązał też współpracę z sowieckimi partyzantami z oddziału Józefa Sobiesiaka Maksa. Według Leopolda Świkli, Cybulski wstąpił do AK na początku maja 1943 r. «... Ludwik Malinowski został zaprzysiężony w połowie maja 1943 r. przez jednego z dowódców AK, a Henryk Cybulski został zaprzysiężony przeze mnie osobiście na początku maja 1943 r.» (Leopold Świkla „O Przebrażu І kilku innych sprawach”)
Pod koniec kwietnia 1943 roku został wybrany komendantem wojskowym samoobrony Przebraża, zorganizowanej dla obrony miejscowej ludności polskiej przed oddziałami UPA. Na tym stanowisku zastąpił Zygmunta Nestorowicza. Cybulski objął nowe obowiązki 8 maja 1943 roku.
Jako komendant Przebraża zreorganizował i powiększył siły wojskowe, najpierw w maju 1943 roku do stanu 4 plutonów, w połowie lipca do 4 kompanii po 120 ludzi i oddziału zwiadu konnego liczącego 40 jeźdźców. Pod koniec swego istnienia samoobrona Przebraża liczyła około tysiąca zbrojnych. Do tego należy dodać co najmniej 200 ludzi (stan na sierpień 1943 roku) z dwóch samoobron współpracujących z Przebrażem: w Rafałówce (ok. 170 ludzi) i kolonii Komarówka (ok. 30 ludzi). Henryk Cybulski rozbudował fortyfikacje rejonu Przebraża, zapoczątkował też ewakuację polskiej ludności z oddalonych wsi i miasteczek, zagrożonej napadami UPA. W efekcie liczba ochranianych osób wzrosła z początkowych 4 tys. ludzi, prawdopodobnie do 25 tys. (nie prowadzono ewidencji ludności) na przełomie lipca i sierpnia 1943 roku. Oprócz Polaków przed Niemcami i Ukraińcami ukrywali się w Przebrażu Żydzi i zbiegli jeńcy radzieccy. Przebrażenie brali udział w masowej akcji uwalniania i przerzucania do oddziałów partyzanckich jeńców radzieckich. W ten sposób uwolniono kilkuset żołnierzy. Na prośbę stale zmieniających miejsce pobytu partyzantów radzieckich Cybulski spełnił również rolę łącznika między nimi, a słynnym radzieckim szpiegiem-dywersantem Nikołajem Kuzniecowem o pseudonimie „Puch”, po tym jak ten, jako oberleutnant Paul Siebert, zabił niemieckiego generała.
Siły zbrojne Przebraża odparły ataki przeważających liczebnie oddziałów UPA 5 lipca 1943 roku. 12 lipca Cybulski na czele sił Przebraża przeprowadził udany atak na szkołę kadr UPA w pobliskiej wsi Trościaniec, zakończony zniszczeniem szkoły i rozproszeniem grup UPA. Dla zaopatrzenia ludności w żywność organizowano w okolicy zbiory zbóż, realizowane rękami cywilnych mieszkańców Przebraża ochranianych przez siły samoobrony. W ich trakcie wielokrotnie dochodziło do potyczek, a nawet dużych bitew. 30 sierpnia 1943 roku przy pomocy licznych oddziałów partyzantów radzieckich i nielicznych polskich odparł, a następnie rozbił największy atak na Przebraże, prowadzony siłami około 10 tys. Ukraińców. Jesienią 1943 roku zorganizował kilka dalekich wypraw skierowanych przeciwko bazom UPA. W październiku 1943 roku wspólnie z partyzantami radzieckimi i polskimi zdobył Omelno, rozbijając stacjonujące tam oddziały UPA oraz szkołę podchorążych, a 28 tegoż miesiąca bazę banderowców w Sławatyczach, 26 listopada Żurawicze, w których zdobyto żywność i odbito stada zrabowanych polskim gospodarzom krów. Wkrótce potem powtórnie zdobył z marszu Omelno podczas marszu - pokazu siły. Podejmowane też były dalekie rajdy w celu oswobodzenia z okrążenia polskich skupisk ludności i ewakuacji ich do Przebraża. Jeden z takich rajdów nastąpił 13-14 stycznia 1944 roku do Ołyki. W jego trakcie uratowano około 1,5 tys. ludzi. Wiele akcji zbrojnych prowadzonych było we współpracy z oddziałami AK i partyzantów sowieckich. 31 stycznia 1944 roku do Przebraża wkroczyły oddziały Armii Czerwonej, a samoobrona została rozwiązana. Cybulski wraz z innymi przywódcami samoobrony poszukiwany przez NKWD początkowo się ukrywał, a nie widząc innego wyjścia wstąpił wraz z nimi do brygady partyzanckiej „Grunwald”, dowodzonej przez Józefa Sobiesiaka, jednak wkrótce musiał z niej uciekać, ze względu na zagrożenie aresztowaniem przez NKWD. Według Władysława Filara (2007) członkowie samoobrony Przebraża, w tym Cybulski, walczyli w szeregach LWP nad Wisłą, na Wale Pomorskim, forsowali Nysę Łużycką i Odrę oraz uczestniczyli w walkach o Kołobrzeg, Drezno i Berlin.
W 1967 roku wydano wspomnienia Henryka Cybulskiego Czerwone noce z czasów obrony Przebraża, opracowane literacko przez Henryka Pająka. W książce omówiono też rzezie Polaków i Żydów dokonywane przez nacjonalistów ukraińskich z OUN-UPA (ich opis został rozbudowany w kolejnych wydaniach) oraz historię samoobrony polskiej na Wołyniu. Tematyka ta wcześniej nie była poruszana w PRL-u ze względu na drażliwość zagadnienia. Z tego powodu książka cieszyła się dużą poczytnością i w następnych latach kilkakrotnie ją wznawiano (1969, 1974, 1977, 1990).
Henryk Cybulski zmarł 12 marca 1971 roku i został pochowany na cmentarzu wojskowo-komunalnym przy ulicy Lipowej w Lublinie.
W 2011 roku jego imieniem nazwano rondo u zbiegu ulic Turystycznej i Mełgiewskiej w Lublinie.